# Velesnica
Velesnica (cyr. Велесница) – wieś w Serbii, w okręgu borskim, w gminie Kladovo. W 2011 roku liczyła 215 mieszkańców.